# Hyalinobatrachium yaku
Espèce
Répartition géographique
Hyalinobatrachium yaku est une espèce d'amphibiens de la famille des Centrolenidae.
Cette « grenouille de verre » est remarquable par sa transparence.

## Description
L'une des caractéristiques remarquables de cette espèce est que son ventre et certains organes internes sont transparents. Son cœur rouge est directement exposé du fait que le péritoine pariétal et le péricarde sont transparents . Ces grenouilles de verre sont généralement petites, allant de 2 à 7,5 cm de longueur.
Cette espèce peut être différenciée des autres grenouilles du genre Hyalinobatrachium par la rangée de taches vert foncé au milieu de son dos sur la moitié antérieure du corps.

## Répartition
Cette espèce est endémique des provinces de Pastaza, Orellana et Napo dans l'Est de l’Équateur.

## Publication originale
- (en) Juan M. Guayasamin, Diego F. Cisneros-Heredia, Ross Maynard, Ryan L. Lynch, Jaime Culebras et Paul Hamilton, « A marvelous new glassfrog (Centrolenidae, Hyalinobatrachium) from Amazonian Ecuador », ZooKeys, Sofia, Pensoft Publishers (d), vol. 673, no 673,‎ 12 mai 2017, p. 1-20 (ISSN 1313-2989 et 1313-2970, OCLC 248547717, PMID 28769670, PMCID 5523194, DOI 10.3897/ZOOKEYS.673.12108).